# Meta Hočevar
Meta Hočevar, arhitektka, slovenska gledališka režiserka, scenografka, kostumografka in publicistka * 22. januar 1942, Ljubljana.

## Življenje
Leta 1965 je končala študij arhitekture na FAGG Univerze v Ljubljani, se je po letu 1972 ustvarjalno skorajda izključno posvetila gledališču, najprej oblikovanju odrskega prostora in kostumografiji, v osemdesetih letih dvajsetega stoletja pa tudi polju režije.
H gledališču jo je pritegnil Dušan Jovanović, ki ga je spoznala prek svojega brata. Po treh mesecih je opustila tipično službo v arhitekturnem centru, saj svojega razmišljanja ni mogla omejiti med sedmo in drugo uro.
S svojimi »prostori igre«, ki jih ne moremo zaobjeti s standardnim poimenovanjem scenografija, je – kot ugotavlja Lado Kralj – »uvedla močan in očiten prelom s tradicijo. Scena ni več zgolj vizualna ilustracija teksta, scena se ne podreja več načelu, naj 'ne moti', temveč, prav nasprotno, opozarja, da sodeluje pri proizvajanju predstave.«
Kot scenografka, kostumografka in režiserka se je predstavila tudi v pomembnih evropskih in ameriških gledališčih ter festivalih (Schauspielhaus Graz, Festival Steierische Herbst, Schauspiel Koln, Wiener Festwochen, Volkstheater Wien, Mittelfest, Moskovsko gledališče »Na Maloj Bronoj«, American Repertoory Theatre, Cambridge, ZDA …). Za dosežke na področju gledališke ustvarjalnosti je prejela številne nagrade, med njimi tudi prestižno Prešernovo nagrado.
Vzporedno s svojim delom v gledališču in na ljubljanski AGRFT se je Meta Hočevar po diplomi na ljubljanski FAGG ter specializaciji v na Nizozemskem in v Veliki Britaniji posvečala tudi področju arhitekture. Za svoje projekte je v Sloveniji, bivši Jugoslaviji in Avstriji prejela odkupe in nagrade.
Kot redna profesorica na diplomskem in podiplomskem študiju na ljubljanski Akademiji za gledališče, radio, film in televizijo Univerze v Ljubljani je nosilka predmeta Scenografija - nauk o prostoru. Kot predavateljica je ob stalnih nastopih v slovenskem in prostoru bivše Jugoslavije kot gostujoči predavatelj nastopila tudi v Stockholmu (1982, Svenska institutet), Grazu (1986/87, Tehnische Hoch Schule), Bostonu in Cambridgeu ZDA (1990, Emerson College, Harvard University), Bolzanu (1996, Teater ante portas), Celovcu (1998, Haus der Architektur), Milanu (1998, CRT – Teatro dell arte).

### Zasebno
Bila je življenjska sopotnica igralca Braneta Ivanca. Sin Jaka je gledališki režiser, hči Jera pa je klasična filologinja, prevajalka, dramaturginja in dramatičarka. Njen brat je Janez Hočevar - Rifle.
V zatemnjenem prostoru odra slabo vidi globinske plane, ne gleda več predstav.

## Delo
S svojim opusom (ki danes obsega preko dvesto kreacij za gledališče) je, kot natančno zapiše Radivoje Dinulović, »spremenila jugoslovansko gledališko scenografijo. /…/ Svojo bistveno pozornost je posvetila vzpostavljanju, organizaciji in artikulaciji odrskega prostora, seveda razumevajoč kot osnovne umetniške plane estetičnost in semantičnost. Izpraznjen, očiščen scenski prostor, določen z nekaj ključnimi elementi /…/, sproženi prostorski plani, koncentracija na nove materiale in scenska tehniška sredstva, način uporabe svetlobe in celoten niz kreativnih postopkov, ki jih je razvila Meta Hočevar, so postali in ostali tema scenografskih raziskav tudi danes.«
Svoja razmišljanja o »dramaturgiji prostora« v gledališču objavlja v domačin in tujih strokovnih revijah, leta 1998 pa jih je strnila v knjigi Prostori igre (1998, Ljubljana, 2003, Beograd).
Tomaž Toporišič je veliki retrospektivi njenega opusa za gledališče v Mestni galeriji januarja 2006 ob rob zapisal:
Prebiranje scenografskega in režiserskega opusa Mete Hočevar oziroma »naselitev prostora«  razkriva temeljno verigo transformacij sodobnega slovenskega in evropskega gledališča zadnjih treh desetletij. Zgodovino njenih prostorov igre, ki jih je ustvarila bodisi v dvojicah s temeljnimi reformatorji gledališča (Mile Korun, Dušan Jovanović, Slobodan Unkovski, Dušan Mlakar, Janez Pipan,  Eduard Miler …) bodisi kot samostojna avtorica celotnega uprizoritvenega koncepta, danes lahko prebiramo kot »prostorsko« zgodovino bistvenih premikov znotraj sodobnega gledališča in odrskih umetnosti.
Za Hočevarjevo scenografija ni več ločeni prostorski element, ki ga dodamo predstavi, del scenerije, pobarvana zadnja stena, interier, ampak je nekaj, kar se raztopi v in kar vsebuje vse druge komponente, ki sestavljajo predstavo. Gledališki prostor – Meta Hočevar bi rekla »prostor igre« – je prostor, v katerem se vse združuje. Je prostor, v katerem potrebujemo vsa svoja čutila. Je tudi prostor, ki ga moramo – tako kot Paul Klee sliko – razumeti kot nekaj, kar je tudi časovna oznaka: »Gledališče je prostor čas. /.../ Prostora brez časa ni. Vse je prostor-čas, kronotopos.«   (Hočevar) Prostori igre Mete Hočevar zato niso več scenografija. So »uprizoritveni koncepti«, ki izhajajo iz temeljnega dejanja: misliti prostor. Iz artaudovske in appijevske tradicije.
S svojim mišljenjem o prostoru, za katerega je značilen barthesovsko poststrukturalistično razumljen poudarek na odprtem delu in tretji paradigmi gledalca, ostro zareže v tradicionalno pojmovanje odrskega prostora. Njene scene – kot zapiše Jurij Kobe – »odpirajo prostor poeziji teatra, katere bistvo je prav v večplastnosti, v prostoru izza tiste njegove dobesedne postavitve, v dejanju izza povednega ali zaigranega.«

## Scenografije, kostumografije, režije (izbor)
- 1972
  - D. Jovanović: Življenje podeželskih plejbojev po drugi svetovni vojni  - Ljubljana, MGL, rež. Zvone Šedlbauer - scena
  - R. Šeligo: Kdor skak, tisti hlap - Ljubljana, EG Glej, rež. D. Jovanović - scena
- 1973
  - W. Gombrowicz: Ivona, princesa burgundska - Celje, SLG, rež. D. Jovanović - scena
  - A. P. Čehov: Utva - Celje, SLG, rež. I. Tory - scena
  - T. Kermauner: Črtomirke - Ljubljana, EG Glej, rež. B. Šprajc - scena, kostumi
- 1974
  - R. Šeligo: Šarada - Ljubljana, EG Glej, rež. Ž. Petan - scena
  - Messner, Jovanović, Šalamun: Pogovor v maternici koroške Slovenke - Ljubljana, EG Glej, rež. D. Jovanović - scena
- 1975
  - D. Jovanović: Žrtve mode bum bum - Ljubljana,  Mladinsko gledališče, rež. D. Jovanović - scena, kostumi
  - E. Švarc: Zmaj - Ljubljana, Mladinsko gledališče, rež. M. Korun - scena
  - Izidor Cankar: S poti - Ljubljana, EG Glej, rež. Z. Šedlbauer - scena
- 1976
  - I. Cankar: Pohujšanje v dolini šentflorjanski - Celje, SLG, rež. M. Korun - scena, kostumi
  - G. Strniša: Driada - Ljubljana, SNG Drama, rež. M. Korun - scena, kostumi
  - G. Strniša: Ljudožerci - Ljubljana, MGL, rež. M. Korun - scena, kostumi
- 1977
  - P. Božič: Panika - Ljubljana, SNG Drama, rež. M. Korun - scena, kostumi
  - M. Jesih: Brucka ali obdobje prilagajanja - Ljubljana, EG Glej, rež. Z. Šedlbauer - scena, kostumi
  - R. Šeligo: Čarovnica iz Zgornje Davče - Celje, SLG, rež. D. Jovanović - scena, kostumi
- 1978
  - W. Shakespeare: Richard II. Dubrovniški poletni festival, rež. M. Korun - scena, kostumi
  - I. Cankar: Kralj na Betajnovi - Ljubljana, MGL, rež. D. Jovanović - scena, kostumi
  - M. Gorki: Letoviščarji - Ljubljana, SNG Drama, rež. Z. Šedlbauer - scena
  - M. Krleža: Legenda - Zenica, Narodno pozorište, rež. S. Unkovski - scena
  - V. Zupan: Zapiski o sistemu - Ljubljana, EG Glej, rež. J. Pipan - scena
  - Levstik–Jovanović: Martin Krpan - Ljubljana, Mladinsko gledališče, rež. D. Jovanović - scena
  - S. Mrožek: Tango - Ljubljana, javna produkcija AGRFT, rež. J. Pipan - scena
  - I. Cankar: Lepa Vida - Celje, SLG, rež. M. Korun - scena
  - P. Božič: Komisar Kriš - Ljubljana, SNG Drama v Križevniški cerkvi, rež. B. Šprajc - scena
  - G. Stefanovski: Divje meso - Skopje, Dramski teatar, rež. S. Unkovski - scena
  - Schiller, Jovanović: Spletke in ljubezen - Ljubljana, MGL, rež. D. Jovanović - scena
- 1980
  - I. Cankar: Hlapci - Ljubljana, SNG Drama, rež. M. Korun - scena, kostumi
  - E. Bond: Morje - Ljubljana, SNG Drama, rež. M. Korun - scena, kostumi
  - D. Zajc: Voranc - Ljubljana, SNG Drama, rež. M. Korun - scena, kostumi
  - G. Stefanovski: Let ma mestu - Skopje, Delovna skupnost pri Domu mladih, rež. S. Unkovski - scena
  - E. Bond: Norec - Beograd, Beogradsko dramsko pozorište, rež. S. Unkovski - scena
  - D. Zajc: Mlada Breda - Ljubljana, SNG Drama, rež. Helena Zajc - scena
  - L. Pirandello: Nocoj bomo improvizirali - Maribor, SNG Drama, rež. M. Korun - scena
  - R. Šeligo: Svatba - Maribor, Ljubljana, SNG Drama,  rež. M. Korun - scena
  - D. Smole: Krst pri Savici - Ljubljana, SNG Drama, rež. J. Pipan - scena
  - P. Lysander, S. Osten: Medejina otroka - Ljubljana, SMG, rež. M. Erceg - scena, kostumi
- 1982
  - J. B. P. Molière: Namišljeni bolnik - Ljubljana, MGL rež. M. Korun - scena, kostumi
  - A. Vampilov: Lov na divje race - Ljubljana, MGL,  rež. D. Mlakar - scena
  - S. Šnajder: Hrvatski Faust - Beograd, JDP, rež. S. Unkovski - scena
- 1983
  - D. Smole: Zlata čeveljčka - Ljubljana, SNG Drama, rež. M. Korun - scena, kostumi
  - D. Jovanović: Vojaška skrivnost - Trst, SSG, rež. S. Unkovski - scena
- 1984
  - olimpijske igre Sarajevo, scenografija otvoritvene slovesnosti
  - B. Behan: Talec - Trst, SSG,  rež. M. Korun - scena, kostumi
  - C. Churchill: Fenn - Gradec, Steierische Herbst, rež. E. Miler - scena, kostumi
  - H. Müller: Kvartet - Ljubljana, SNG Drama, rež. E. Miler - scena
  - D. Smole: Igra za igro - Ljubljana, SNG Drama, rež. M. Korun - scena, kostumi
  - Shakespeare: Sen kresne noči - Ljubljana, SNG Drama, rež. M. Korun - scena, kostumi
  - B. Brecht: Malomeščanska svatba - Ljubljana, SNG Drama, rež. E. Miler - scena, kostumi
- 1986
  - D. Zajc: Kalevala - Ljubljana, SNG Drama, Mala Drama - režija, scena, kostumi
  - G. Stefanovski: Tetovirane duše - Beograd, Teatar Zvezdara, rež.S. Unkovski - scena
  - A. Boal: S pestjo proti nožu - Köln, Schauspiel, Schloserei, rež. E. Miler - scena
  - S. Grum: Dogodek v mestu Gogi - Ljubljana, SNG Drama - režija, scena, kostumi
- 1987
  - B. M. Koltès: Zahodni privez - Ljubljana, SNG Drama, rež. E. Miler - scena
  - G. Stefanovski: Tetovirane duše - Moskva, Teatar Na Maloj Bronoj, rež. S. Unkovski - scena
  - W. Shakespeare: Vihar - Ljubljana, SNG Drama, rež. M. Korun - scena
  - D. Smole: Antigona - Ljubljana, SNG Drama - režija, scena, kostumi
- 1988
  - R. Šeligo: Volčji čas ljubezni - Ljubljana, SNG Drama - režija, scena
- 1989
  - I. Cankar: Lepa Vida - Trst, SSG - režija, scena
- 1990
  - D. Zajc: Medeja - Ljubljana, SNG Drama - režija, scena
  - B. Brecht: Kavkaški krog s kredo - Cambridge, ZDA,  American Repertory Theatre, rež. S. Unkovski - scena
  - H. Ibsen: Mali Eyolf - Cambridge, ZDA,  Loeb Drama Center, Institut of Harvard University, rež. Mary Sutton - scena
- 1991
  - F. G. Lorca: Kaj pravijo rože - Trst, SSG - režija, scena
  - H. Ibsen: Peer Gynt - Ljubljana, SNG Drama, rež. S. Unkovski - scena
- 1992
  - C. Goldoni: Prebrisana vdova - Trst, SSG - režija, scena
  - G. Strniša: Samorog - Ljubljana, SNG Drama - režija, scena, kostumi
  - W. Shakespeare: Kralj Lear - Ljubljana, SNG Drama, Cankarjev dom,  rež. D. Jovanović - scena
- 1993
  - H. Achternbusch: Susn - Ljubljana, Celovec, SMG, rež. E. Miler - scena
  - D. Jovanović: Antigona - Dunaj, Ljubljana, Wiener Festwochen, SNG Drama - režija, scena, luč
  - A. Strindberg: Gospodična Julija - Ljubljana, SMG, rež. E. Miler - scena
  - A. P. Čehov: Galeb - Ljubljana, MGL, rež. D. Jovanović - scena
  - Družinski album, H. Ibsen: Divja račka, parafraza - Dunaj, Ljubljana, Wiener Festwochen, SMG - priredba, režija, scena, kostumi
  - D. Smole: Krst pri Savici - Nova Gorica, PDG, rež. J. Pipan - scena
  - W. Shakespeare: Hamlet - Ljubljana, SNG Drama, rež. J. Pipan - scena
  - D. Jovanović: Uganka korajže - Ljubljana, SNG Drama - režija, scena
  - F. Werfel: Trojanke - Dunaj, Volkstheater - režija in scena
  - D. Mamet: Oleanna - Ljubljana, SNG Drama, rež. M. Zupančič - scena
  - G. Büchner: Leonce in Lena - Ljubljana, SMG, rež. E. Miler - scena
  - A. P. Čehov: Tri sestre - Ljubljana, SNG Drama - scena in režija
- 1997
  - D.  Jovanović: Kdo to poje Sizifa - Ljubljana, SNG Drama, rež. D. Jovanović - scena
  - I. Svetina: Kako je umrl Zaratuštra - Ljubljana, SNG Drama, režija: J. Pipan - scena
  - “Obisk” - “Besuch” - parafraza NO igre “HANJO” Yukio Mishima - Dunaj, Wiener Festwochen, SNG Drama - priredba, režija, scena, prostor
  - Evripid: Ifigenija - Ljubljana, SNG Drama, - priredba, režija, prostor, kostumi (z Jasno Vastl)
- 2000
  - J. B. P. Molière: Ljudomrznik - Ljubljana, SNG Drama, rež. S. Unkovski - scena
  - S.  Beckett: Čakajoč na Godota - Ljubljana, SNG Drama, rež. D. Jovanović - scena
  - W. Shakespeare: Winter's Tale - Cambridge, ZDA, American Repertory Theatre, rež. S. Unkovski - scena
  - H. Ibsen: Divja račka - Ljubljana, MGL  - režija, scena
  - Škofjeloški pasijon - Ljubljana, SNG Drama - priredba, režija in scenografija
  - E. Rostand: Cyrano de Bergerac - Ljubljana, MGL, rež. D. Jovanović - scenografija
  - Boris A. Novak: Kasandra  - Ljubljana, SNG Drama, rež. D. Jovanović - scena
- 2001
  - Podvodni mož - Ljubljana, LGL - scenarij, režija, likovna zasnova
  - W. Shakespeare: Kar hočete - Ljubljana, MGL, rež. S. Unkovski - Scena
  - Vinterberg, Rukov, Hansen: Praznovanje - Ljubljana, SNG Drama, rež. M. Koležnik - scena
  - B. Brecht: Opera za tri groše - Ljubljana, SNG drama, rež. M. Zupančič - scena
- 2002
  - C. Churchill: Daleč stran - Ljubljana, SNG Drama - režija, scenografija
  - W. Shakespeare: Romeo in Julija - Ljubljana, SNG Drama, rež. D. Jovanović - scena
  - A.P. Čehov: Galeb - Beograd, JDP, rež. Slobodan Unkovski - scena
  - D. Smole: Krst pri Savici - Ljubljana, SNG Drama - režija, scenografija
  - M. Bulgakov: Moliere - Beograd, JDP,  rež. D. Jovanović - scena
  - J. Glowacki: Četrta sestra - Atene, Grško narodno gledališče, rež. S. Unkovski - scena
- 2004
  - S. Beckett: O, krasni dnevi - Ljubljana, SNG Drama - režija, scenografija
  - M. Proust: V iskanju izgubljenega časa - priredba: H. Pinter in Di Trevis - Ljubljana, SNG Drama, rež. D. Jovanović - scena
  - W. Shakespeare: Julij Cezar - Ljubljana, MGL, rež. D. Jovanović - scena
- 2005
  - C. Gozzi: Zeleni ptiček - Nova Gorica, SNG, rež. Slobodan Unkovski - scena
  - K. Čašule: Crnila - Skopje, Makedonski Naroden Teatar, rež. Slobodan Unkovski - scena

## Monografske publikacije
- Prostori igre / Meta Hočevar. Ljubljana: Mestno gledališče ljubljansko, 1998 (Knjižnica MGL; zv. 127); 2. dopolnjena izdaja 2020
- Prostori igre / Meta Hočevar; sa slovenačkog preveo Milan T. Đorđević. - Beograd: Jugoslovensko dramsko pozorište, 2003 (Beograd: Publikum).
- Meta Hočevar: Play Spaces, Ljubljana, 2007.
- Prostori mojega časa, 2020.
- Drobnarije, 2022.

## Katalogi samostojnih razstav
- Scenografija / Meta Hočevar; Skopje, Mlad otvoren teatar, 1982, spremni besedili Andrej Inkret in Jurij Kobe.
- Scena / Stage design / Meta Hočevar; Ljubljana: Cankarjev dom, 1984: Društvo arhitektov, spremni besedili Andrej Inkret in Jurij Kobe.
- Meta Hočevar: Prostori igre: 1972-2005, Mestna galerija, Ljubljana, 2005/2006, spremna besedila Aleksander Bassin, Jurij Kobe, Andrej Inkret in Tomaž Toporišič.

## Intervjuji
- Režija prostora: razgovor s Metom Hočevar / pripremio Radoslav Lazić, V: Scena, knjiga 1, broj 1-2, 1989 str. 127-136.
- A Space is What Captures Light: Meta Hočevar believes the illusion is achieved not on stage but in the spectator's head / interview by Dušan Jovanović. V: Euromaske. št.1 (1990), str.65-70. .
- Prostor je ujeta svetloba: pogovor vodila D. Dominkuš in M Kranjc. V: Gledališki list Gregor Strniša: Samorog: Ljubljanska Drama, Ljubljana, 1992, str. 32-41.
- Dramaturgija prostora: intervju z Meto Hočevar / Dramaturgy of space : an interview with Meta Hočevar / piše Tomaž Toporišič ; translated by Primož Pečovnik. V: Maska. Letn. 5, št. 1/3 (pomlad 1995), str. 51-55+XII-XVI.
- »Arhitektura je prostor sprave, scenografija je prostor konflikta.« / [zapisal] Tomaž Brate. - Portreti. - Pogovor z Meto Hočevar o njenem življenju in delu. V: Razgledi. Št. 24 (25. dec. 1996), str. 2-8.
- “Im Wartesaal des Samurais”, pogovor z Meto Hočevar, pogovarjal se je Ronald Pohl; Der Standard, Dunaj 17. junij 1997
- Študij umetnosti je razkošje: pogovor z Meto Hočevar, profesorico in donedavno dekanico na AGRFT / [zapisal] Emil Hrvatin. V: Maska. št. 1/2 (zima 2002), str. 48-51.
- Zame je prostor ujeta svetloba: Meta Hočevar, režiserka, scenografka / [pogovarjala se je] Vesna Milek. V: Delo. (18. okt. 2003), str. 20-22.

## Zapisi o opusu Mete Hočevar
- Igralec in prostor: razstava scenografskih del Mete Hočevar v Skopju / Andrej Inkret. V: Naši razgledi, 5. 11. 1982, str. 618.
- Dramaturgija prostora: (ob scenografijah Mete Hočevar) / Andrej Inkret. V: Maske, št.12, 1988/89, str. 69–73.
- Dramaturgija prostora: o scenografijama Mete Hočevar / Andrej Inkret. V: Scena, knjiga 1, št. 1-2, 1989.
- Ibsen v kletki / Ibsen in Käfig / best / pet: V: Die Presse, 28. 5. 1994.
- Ich hab'ein blinkend Messer / Eva-Elisabeth Fischer. V: Süddeutsche Zeitung, 1. 6. 1994.
- Iluzija ljubezni / Lona Chernel. V: Wiener Zeitung, 19. 6. 1997.
- Minimalistično gledališče čakanje kot način bivanja / Helmut Schneidel. V: Salzburger Nachrichten, 19. 6. 1997.
- Meta Hočevar: XX. stoletje – slovensko gledališče (8) / po izboru Lada Kralja. V: Delo, 7. 8. 2000, str. 5.
- O dveh poklonih (o gledališki uprizoritvi Škofjeloškega pasijona) / Igor Lampret. V: Ampak, marec 2001, str. 37.
- Meta Hočevar / Dušan Moravec in Vasja Predan. V: Sto slovenskih dramskih umetnikov, Ljubljana: Prešernova družba, 2001, str. 200-201.
- Prostori igre Mete Hočevar / Andrej Inkret, Tomaž Toporišič, Aleksander Bassin, Jurij Kobe. Mestna galerija Ljubljana, 2006.
- Štirideset let prostorov Mete Hočevar, ki so spremenili slovensko gledališče / Tomaž Toporišič. V: Gledališki list SNG Drama Ljubljana, št. 10, 2011/12, str. 96–99.
- Misliti prostor onstran scenografije / Tomaž Toporišič. V: Prostori igre / Meta Hočevar. Knjižnica Mestnega gledališča ljubljanskega, št. 174, 2020, str. 99–111.
- Prostori časa Mete Hočevar kot dinamika prestopanja meja med umetnostjo in njeno teorijo / Tomaž Toporišič. V: Prostori mojega časa / Meta Hočevar. Knjižnica Mestnega gledališča ljubljanskega, št. 175, 2020, str. 129–151.